# Revolución mongola de 1921
La revolución mongola de 1921 (o Revolución popular de 1921) fue un evento militar y político por medio del cual revolucionarios mongoles, con ayuda del ejército rojo soviético, expulsaron a los guardias blancos rusos del país, y fundaron en 1924 la República Popular de Mongolia. La revolución también puso fin la ocupación china de Mongolia, que había existido desde 1919.

## Preludio

### Revolución mongola de 1911
Durante casi dos siglos, la dinastía Qing había impuesto, con un éxito relativo, una política de segregar a los pueblos que no eran Han con respecto de los etnia han china. Sin embargo, hacia finales del siglo XIX, China se enfrentaba a la perspectiva de ser desmembrada entre las potencias occidentales y Japón, cada uno compitiendo por su propia esfera de influencia sobre el país. En la frontera norte, la corte Qing consideraba que el imperio ruso era la mayor amenaza a su integridad territorial. Por lo tanto, el gobierno Qing adoptó una política diferente, denominada la "Nueva Administración" (Xin zheng), que fijaba la sinización de Mongolia mediante colonización China, la explotación de los recursos naturales de Mongolia (minerales, madera, pesca), el entrenamiento militar, y la educación.
Numerosos mongoles consideraban a la "Nueva Administración" como una gran amenaza a su forma de vida tradicional, que en el pasado había sido acordado sería respetada cuando reconocieron la autoridad de los emperadores Qing, y comenzaron a buscar la independencia. En julio de 1911 un grupo de nobles Khalkha persuadieron al Jebtsundamba Khutuktu, la cabeza del budismo mongol (Lamaismo), de que Mongolia debía declarar su independencia de la dinastía Qing. Acordaron enviar una pequeña delegación a Rusia para obtener asistencia para esta tarea.
En octubre de 1911 la revolución estalló en China, y las diversas provincias una tras otra fueron declarando su independencia del gobierno Qing. El 1 de diciembre de 1911 Mongolia Exterior declaró su independencia, y estableció una teocracia bajo el Khutuktu. El 29 de diciembre fue entronizado como Bogd Khan (Gran Khan, o Emperador) de Mongolia. Lo cual dio lugar a la era Bogd Khaan, que duró desde 1911 hasta 1919.

### Bogd Khaan

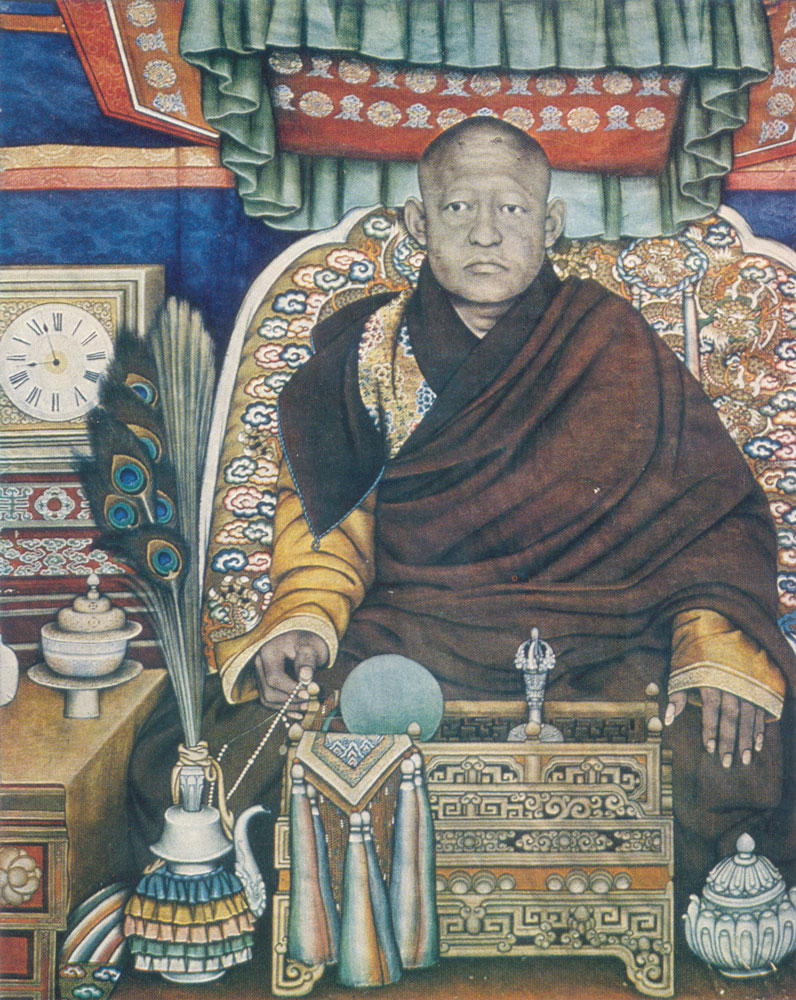
El Bogd Khan.

El nuevo gobierno mongol era una fusión de una teocracia budista, costumbres imperiales Qing, y prácticas políticas occidentales del siglo XX. El Bogd Khaan tomó los mismos poderes, simbólicos y reales, de los emperadores Qing en el pasado. Adoptó como título de su reinado, "Elevado por Muchos"; ahora la nobleza mongola le debía su tributo a él en vez de al emperador Qing; y el Bogd Khaan tomó el derecho de otorgar a los nobles sus rangos y posiciones en el gobierno. Este nuevo estado también reflejaba el deseo de los mongoles de reformar su país para convertirlo en un estado moderno, crearon un parlamento nacional compuesto por dos cámaras, un gobierno con cinco ministerios, y un ejército nacional.
Los grupos de religiosos budistas descubrieron oportunidades para avance político y ganancias financieras. A pesar de la existencia de un gobierno del estado, el poder real se encontraba en la corte de Bogd Khaan. El grupo religioso se apropió de los ingresos para su provecho. Por ejemplo, incrementó sus acreencias financieras transfiriendo a la propiedad religiosa (Ikh shav') a ricos ganaderos que tradicionalmente habían rendido servicios y tributado impuestos a los príncipes. Existe la creencia errónea que, a lo largo del tiempo, la codicia de los monjes budistas afectó tanto a la nobleza que la misma pasó a rechazar los propios principios de la teocracia sobre la cual se había fundado el nuevo país. Según registros mongoles y rusos, en general la sociedad mongola estaba satisfecha con la teocracia pero existían diversas opiniones sobre el desarrollo a futuro del país.
En cuanto a la diplomacia, los mongoles trabajaron con ahínco entre 1912 y 1915 para ganar reconocimiento internacional para un nuevo estado pan-mongol que incluiría (Mongolia del sur, Mongolia Oriental, Mongolia superior, Barga, y Tannu Uriankhai). Por su parte, la República de China, realizó todo cuanto pudo para re-establecer la soberanía china sobre el país. Rusia se negó a apoyar la independencia plena de Mongolia; y tampoco estaba de acuerdo con la restauración de la soberanía de China. El tema se resolvió en 1915 mediante el Tratado de Kyakhta, en el cual se acordó la autonomía de Mongolia dentro de estado chino y le prohibía a China de enviar tropas a Mongolia. Aunque por diversos motivos, ni los chinos ni los mongoles quedaron satisfechos con este tratado.

## Abolición de la autonomía
En 1917 con el comienzo de la Revolución rusa y la Guerra Civil Rusa al año siguiente, se modificaron la dinámica de las relaciones mongolas-chinas. En respuesta a rumores de una inminente invasión bolchevique, los mongoles, muy a regañadientes y solo luego de mucha insistencia por Chen Yi el Alto Comisionado chino en Urga (hoy Ulán Bator), solicitaron en el verano de 1918 asistencia militar a China (aproximadamente unas 200 a 250 tropas llegaron en septiembre). La invasión no se produjo, y entonces el gobierno de Bogd Khaan solicitó que las tropas fueran retiradas. El gobierno de Beijing se negó, considerando a esta primera violación del Tratado de Kiajta como el primer paso en restaurar la soberanía china sobre Mongolia.
A comienzos de 1919, Grigori Semiónov, un general de la Guardia Blanca, había juntado un grupo de buriatos y mongoles del interior en Siberia con el propósito de formar un estado pan-mongol. Se invitó a los Khalkhas que se unieran, pero ellos se negaron. Semiónov amenazó invadirlos para así obligarlos a participar. Esta amenaza movilizó a los príncipes laicos, quienes vieron una gran oportunidad: el final del gobierno teocrático. En agosto, el ministro mongol de Relaciones Exteriores se comunica con Chen Yi con un mensaje de los "representantes de los cuatro aimags" (o sea, los Khalkhas) con un pedido de asistencia militar contra Semiónov. Además, el mensaje incluía una declaración donde afirmaba que por unanimidad los Khalkhas deseaban abolir la autonomía y restaurar el antiguo sistema Qing.
Inmediatamente comenzaron las negociaciones con participación de los representantes de Bogd Khaan. Para octubre, Chen Yi y los príncipes mongoles habían acordado diversas condiciones, los "sesenta y cuatro puntos", recreando el sistema político y administrativo. Los "Puntos" se enviaron al parlamento. Mientras que el senado los aprobó, la cámara de diputados los rechazó. Sin embargo, en este tema como en muchos otros sometidos a consideración del Parlamento en el pasado, al final el senado se impuso. Chen Yi envió los artículos en borrador a Beijing. El Bogd Khaan despachó una delegación de lamas a Beijing con una carta indicando que el pueblo de Mongolia no deseaba abolir la autonomía. Indicó que esto era todo una maquinación de Chen Yi, y solicitó que Chen fuera removido del cargo. Sin embargo, el gobierno chino no estaba interesado en argumentos esotéricos sobre si existía o no consenso en Mongolia para abolir la autonomía. Los "Puntos" fueron elevados a la Asamblea Nacional china, que los aprobó el 28 de octubre.

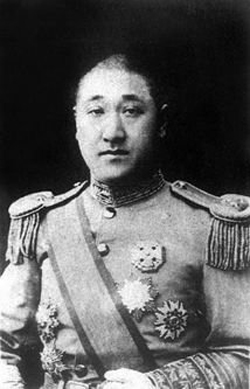
Xu Shuzheng.

Los eventos políticos que se estaban desarrollando en China iban a modificar de manera fundamental la historia de Mongolia. El gobierno en Beijing estaba controlado por un grupo de señores de la guerra apodados los "Anhui Clique" liderados por Duan Qirui. El gobierno estaba siendo muy criticado por el público por su falla en la Conferencia de Paz en París de obtener una resolución justa del problema de Shandong. Se criticaba también la participación del "ejército para participar en la guerra" de Duan, el cual había inicialmente formado para servir en la Primera Guerra Mundial en Europa pero en realidad estaba siendo usado por Duan para control interno. Para evitar la crítica, simplemente renombró su oficina que pasó a llamarse el "Bureau de Defensa de las Fronteras" y su ejército pasó a llamarse "Ejército de Defensa de las Fronteras". En junio de 1919, Xu Shuzheng, un prominente miembro de la clique de Duan, fue designado "Comisionado de la Frontera noroeste", con lo que se convirtió en el oficial militar y civil chino de Mongolia.
Antes en abril, Xu había enviado un plan al gobierno en Beijing para la reconstrucción total social y económica de Mongolia, proponiendo entre otras cosas, que se promoviera la colonización china y los casamientos entre chinos y mongoles para "transformar las costumbres de los mongoles". Daba la impresión que Xu lo único que deseaba era la total sinificación de Mongolia bajo su autoridad.
Los sesenta y cuatro puntos de Chen Yi, que garantizaban a Mongolia una cierta autonomía, hubieran significado que Xu abandonara sus planes. Ello puede explicar la oportunidad de su intervención personal. Xu llegó a Urga en octubre acompañado por un contingente militar. Le informó a Chen que los sesenta y cuatro Puntos debían ser renegociados sobre la base de un nuevo conjunto de propuestas, sus "Ocho artículos", que requerían un aumento de la población (presumiblemente mediante colonización china) y desarrollo económico. Xu presentó los Artículos al Bogd Khaan con una amenaza de que si los mismos eran rechazados entonces el Bogd Khaan sería deportado. El Bogd Khaan envió los Artículos al Parlamento de Mongolia. Al igual que antes, el senado los aceptó, y la cámara baja los rechazó; algunos miembros de la cámara baja llegaron a amenazar con expulsar a Xu mediante el uso de la fuerza. Lamas resistió casi todos los planes de Xu. Pero nuevamente, el senado se impuso. El 17 de noviembre de 1919, Xu aceptó una petición firmada por los ministros y secretarios pero no por Bogd Khaan, pidiendo abolir la autonomía.
Xu regresó a Beijing, donde fue recibido como un héroe por parte de la clique Anhui. En diciembre, regresó a Urga para organizar una ceremonia formal para la transferencia de autoridad: los soldados se colocaron a ambos lados del camino hacia el palacio del Bogd Khaan; el retrato del presidente de China fue portado en un palanquín; luego le seguía la bandera de la República de China, y una banda musical. Los mongoles debían postrase varias veces ante estos símbolos de soberanía China. Esa noche, algunos lamas y ganaderos mongoles se reunieron fuera del palacio y destruyeron las banderas de la República China que se encontraban en el portón.

## Resistencia

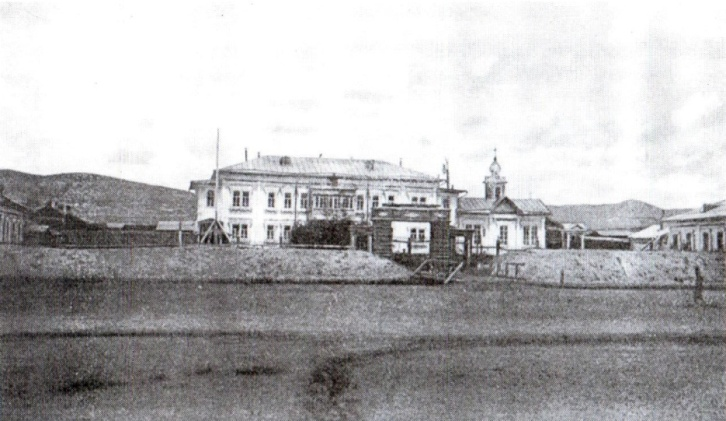
El consulado ruso en Niislel Hüree donde Bodoo lideró el grupo de la Colina Consular.

Entre 1919 y comienzos de 1920 unos pocos mongoles formaron los denominados grupos de la "Colina Consular" (Konsulyn denj) y East Urga (Züün khüree) . Esto fue el comienzo de la resistencia contra Xu y la abolición de la autonomía.
El primer grupo se formó a instancias de Dogsomyn Bodoo (1885–1922), un lama de 35 años de edad, muy educado, que trabajabó en el consulado ruso en Urga durante la era Bogd Khaan. Compartiendo una yurta con Bodoo estaba Horloogiyn Choybalsan (1895–1953), posteriormente denominado el "Stalin de Mongolia". Un tal Mijaíl Kucherenko, un impresor en la imprenta ruso-mongola y miembro de la avanzada bolchevique en Urga, a veces visitaba a Bodoo y Choibalsan; sin lugar a dudas las conversaciones trataban sobre la revolución en Rusia y la situación política en Mongolia. A su tiempo otros mongoles se unieron a Bodoo y Choibalsan para discutir sobre la abolición de la autonomía y el fracaso de los príncipes mongoles y lamas para desarrollar una resistencia efectiva contra los chinos.
Los líderes del grupo East Urga eran Soliin Danzan (1885–1924), un oficial en el Ministerio de Finanzas, y Dansrabilegiyn Dogsom (1884–1939), un oficial en el Ministerio del Ejército. Otro miembro, aunque en esa época no era una figura prominente, era Damdin Sükhbaatar (1893–1923), un soldado del ejército mongol que luego de su fallecimiento, fue canonizado por los historiadores comunistas como el "Lenin de Mongolia". Los comienzos del grupo East Urga se remontan a mediados de noviembre de 1919, cuando varios de los miembros más combativos de la cámara baja del Parlamento de Mongolia, incluidos Danzan y Dogson, se encontraron en secreto la primera noche luego de la disolución de Xu Shuzheng, y acordaron oponer resistencia a los chinos. Dos veces tomaron contacto con el Bogd Khaan para obtener su apoyo para una resistencia armada; pero ambas veces el Khaan les pidió paciencia. El grupo complotó para apropiarse del arsenal militar mongol y asesinar a Xu Shuzheng; sin embargo, debido a que colocaron guardias chinos en el arsenal y Xu modificó su itinerario de viaje, los planes se cancelaron.

## Formación del Partido Popular Mongol

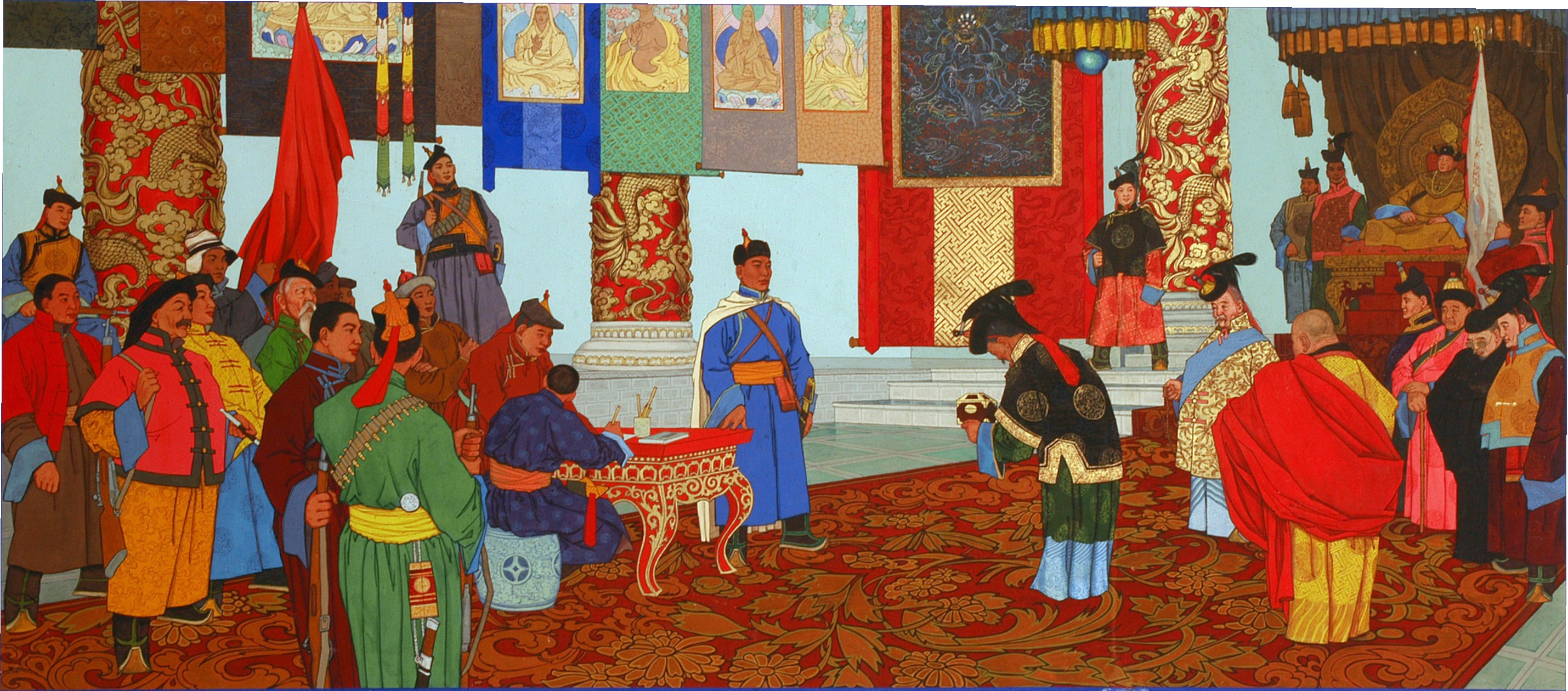
Pintura al óleo que representa la victoria de la revolución.

Los expatriados rusos en Urga habían elegido una "Duma municipal" revolucionaria, liderada por simpatizantes bolcheviques, quienes se habían enterado del grupo de la Colina Consular. A comienzos de marzo de 1920, la Duma decidió enviar a uno de sus miembros, I. Sorokovikov, a Irkutsk. Se decidió que también debía llevar un informe sobre estos mongoles. Sorokovikov se reunió con representantes de los dos grupos. En junio al regresar a Urga, se reunió nuevamente con ellos, y les prometió que el gobierno soviético les proveería asistencia de todo tipo a los trabajadores mongoles. Les invitó a enviar representantes a Rusia para participar en conversaciones.